# Lee Tergesen
Lee Allen Tergesen (Essex (Connecticut), 8 juli 1965) is een Amerikaans acteur.

## Biografie
Tergesen heeft de high school doorlopen aan de Valley Regional High School in Middlesex County (Connecticut). Op achttienjarige leeftijd verhuisde hij naar New York om zijn droom als acteur te verwezenlijken. Hij leerde het acteren aan de American Musical and Dramatic Academy in Manhattan (New York) in een tweejarig lesprogramma. Tergesen was van 1994 tot en met 1997, en van 2001 tot en met 2004 getrouwd. 

## Filmografie

### Films
Selectie:
- 2016 Equity - als Randall
- 2012 The Collection – als Lucello
- 2012 Red Tails – als kolonel Jack Tomlinson
- 2006 The Texas Chainsaw Massacre: The Beginning – als Holden
- 2004 The Forgotten – als Al Petalis
- 2003 Monster – als Vincent Corey
- 2000 Shaft – als Luger
- 1999 Inferno – als Luke
- 1993 Wayne's World 2 – als Terry
- 1992 Wayne's World – als Terry
- 1991 Point Break – als Rosie

### Televisieseries
Uitgezonderd eenmalige gastrollen.
- 2024 Blue Bloods - als Quinn - 3 afl.
- 2023 Chicago P.D. - als Richard Beck - 4 afl.
- 2022 A Friend of the Family - als mr. Horstmann - 2 afl.
- 2020 The Plot Against America - als agent Don McCorkle - 2 afl.
- 2019 City on a Hill - als Vito 'The Pig' Lup - 3 afl.
- 2018 - 2019 Madam Secretary - als gouverneur Richard Barker - 2 afl.
- 2018 The Purge - als Joe Owens - 10 afl.
- 2018 Daredevil - als Paxton Page - 2 afl.
- 2017 - 2018 Gone - als Mel Foster - 6 afl.
- 2016 - 2017 Power - als Bailey Markham - 3 afl.
- 2016 - 2017 Outcast - als Blake Morrow - 4 afl.
- 2016 - 2017 The Get Down - als inspecteur Moach - 2 afl.
- 2016 The Strain - als Tardi - 3 afl.
- 2015 Defiance - als generaal Rahm Tak - 7 afl.
- 2014 American Horror Story - als Vince - 3 afl.
- 2014 Alpha House - als kolonel Eugene Drake - 3 afl.
- 2014 The Blacklist - Frank Hyland - 2 afl.
- 2013 - 2014 Longmire - als Ed Gorski - 5 afl.
- 2014 The Americans - als Andrew Larrick - 8 afl.
- 2013 Copper - als Philomen Keating - 2 afl.
- 2013 Red Widow – als Steven - 8 afl.
- 2012 The Big C – als Kirby – 5 afl.
- 2012 The River – als Russ Landry – 2 afl.
- 2010 – 2011 Army Wives – als officier Boone – 10 afl.
- 2009 The New Adventures of Old Christine – als Todd Watski – 2 afl.
- 2008 Life on Mars – als Lee Crocker – 2 afl.
- 2008 Generation Kill – als Evan Wright – 7 afl.
- 2006 Desperate Housewives – als Peter McMillan – 5 afl.
- 2005 Wanted – als U.S. marshal Eddie Drake – 12 afl.
- 2005 rescue Me – als Sully – 3 afl.
- 1997 – 2003 Oz – als Tobias Beecher – 56 afl.
- 2000 The Beat – als Steve Dorigan – 9 afl.
- 1994 – 1998 Weird Science – als Chett Donnely – 80 afl.
- 1993 – 1997 Homicide: Life on the Street – als Chris Thormann – 7 afl.